# Шоу починається
Шоу починається (англ. Showtime) — американська кінокомедія 2002 року режисера Тома Дея. У головних ролях знялися Роберт Де Ніро та Едді Мерфі.

## Сюжет
Трей Селларс - патрульний офіцер поліції Лос-Анджелеса, галасливий та метушливий балакун. Міч Престон — детектив поліції з 28-річним стажем, витриманий, дещо цинічний реаліст. Уперше вони стикаються під час затримання торговців наркотиками. Трей ненавмисно зриває плани Міча. Одночасно на місці поліцейської операції з'являється група тележурналістів, вносячи остаточну плутанину. Престон розбиває відеокамеру в репортера, а на наступний день департамент поліції отримує позов на 10 мільйонів доларів. Але є можливість мирової угоди. Усі найближчі розслідування й операції Міча фіксуватимуться журналістами та видаватимуться в ефір у рамках кримінального шоу. Під тиском начальства Престон погоджується. Його напарником стає Трей Селларс. Далі — перестрілки на вулицях Лос-Анджелеса, розбиті й палаючі автомобілі. Шоу починається!

## В ролях
| Актор           | Роль                     |
| --------------- | ------------------------ |
| Роберт Де Ніро  | детектив Міч Престон     |
| Едді Мерфі      | офіцер Трей Селларс      |
| Рене Руссо      | Чейс Рензі (ТБ-менеджер) |
| Френкі Фейзон   | капітан Віншип           |
| Педро Даміан    | Цезар Варгас             |
| Дрена Де Ніро   | Анні (ассистент на ТБ)   |
| Мос Деф         | хлопчик                  |
| Пітер Джекобсон | Бред Слокум              |
| Кадім Гардісон  | Кайл                     |
| Вільям Шетнер   | камео                    |
| Алекс Борштейн  | директор з кастингу      |